# Gary Hutzel
Gary Hutzel (* 4. November 1955, Ann Arbor, Michigan; † 1. März 2016 in Vancouver, Kanada) war ein mehrfach mit dem Emmy ausgezeichneter US-amerikanischer Spezialeffektkünstler.

## Leben und Karriere
Hutzel wurde 1955 in Ann Arbor, Michigan, geboren. Er studierte Maschinenbau an der University of Michigan, brach das Studium aber ab, um nach Kalifornien zu ziehen, um im Filmgeschäft Fuß zu fassen. Hutzel arbeitete zunächst als Fahrer für ein Produktionsunternehmen und entschied, sich auf Spezialeffekte zu spezialisieren.
1985 war er als Kameraassistent für die Effekte bei dem Fantasyfilm Teenwolf verantwortlich. Es folgten Aufträge für die 1980er-Jahre-Neuauflage von Twilight Zone und ab 1986 für Raumschiff Enterprise – Das nächste Jahrhundert. Nach fünf Staffeln verließ er Raumschiff Enterprise, um ab 1992 für deren Spin-off Star Trek: Deep Space Nine tätig zu werden, der er über sieben Staffeln bis zum Ende der Serie treu blieb.
Für Star Trek kreierte Hutzel unter anderem das Design der Borg-Raumschiffe und des in Deep Space Nine eingeführten Raumschiffes USS Defiant. Auch war er 1996 für die Montage der mehrfach ausgezeichneten Deep-Space-Nine-Episode Immer die Last mit den Tribbles (Staffel 5) verantwortlich, in der die Darsteller aus Deep Space Nine digital in Szenen der Episode Kennen Sie Tribbles? der Serie Raumschiff Enterprise (Staffel 2) hineinmontiert wurden. Über die aufwändige Produktion dieser Folge schrieb er gemeinsam mit Terry J. Erdmann und Paula M. Block das Buch The Magic of Tribbles: The Making of Star Trek Deep Space Nine – „Trials and Tribbles-ations“. Lange Zeit bevorzugte Hutzel herkömmliche Spezialeffekte vor den zunehmend aufkommenden digital hergestellten visuellen Effekten.
Nach dem Ende von Deep Space Nine arbeitete Hutzel für den Science-Fiction-Film Red Planet und die Spy-Kids-Filmreihe. Ronald D. Moore, mit dem Hutzel bei Deep Space Nine zusammengearbeitet hatte, engagierte ihn 2004 für Battlestar Galactica, das Remake der 1970er-Jahre-Fernsehserie Kampfstern Galactica (Originaltitel: Battlestar Galactica). Ab 2013 war er für die Effekte der Serie Defiance verantwortlich.
Für seine Arbeit an Spezialeffekten und visuellen Effekten wurde er allein für sein Wirken im Star-Trek-Franchise neunmal für den Emmy nominiert, zweimal konnte er ihn gewinnen. Für Battlestar Galactica wurde er siebenmal nominiert und zweimal ausgezeichnet. Insgesamt erhielt er im Lauf seiner Karriere mehr als 20 Nominierungen.
Am 1. März 2016 erlag Gary Hutzel während eines Aufenthaltes in Vancouver im Alter von 60 Jahren einem Herzinfarkt.